# NGC 1711
NGC 1711，又記作ESO 56-SC10，是山案座的疏散星团，位處大麦哲伦星系之中，1826年由詹姆士·丹露帕發現。約翰·德雷耳將其列入原版天體新總表（NGC），形容為「球狀星團，明亮，小，不規則圓形，可明確分辨，明顯由14等恆星構成」。
星團年齡約四千六百萬年，金屬豐度為太陽的52 %。星團內，恆星的質量分佈由
{\displaystyle {\frac {\mathrm {d} N}{\mathrm {d} \ln m}}\propto m^{\alpha }}
描述，其中{\displaystyle m}是質量，{\displaystyle N}是恆星數，指數{\displaystyle \alpha \approx -1.72}。